# Нојндорф (Шлајц)
Нојндорф (њем. Neundorf) општина је у њемачкој савезној држави Тирингија. Једно је од 76 општинских средишта округа Зале-Орла. Према процјени из 2010. у општини је живјело 306 становника. Посједује регионалну шифру (AGS) 16075072.

## Географски и демографски подаци
Нојндорф се налази у савезној држави Тирингија у округу Зале-Орла. Општина се налази на надморској висини од 460 метара. Површина општине износи 7,9 km². У самом мјесту је, према процјени из 2010. године, живјело 306 становника. Просјечна густина становништва износи 39 становника/km².